# George Ritzer
George Ritzer nació en 1940 en la ciudad de Nueva York, se graduó en sociología en la Escuela Superior de Ciencia del Bronx en 1958. 
En la actualidad es profesor de sociología de la Universidad de Maryland. Sus principales áreas de interés son la Teoría Sociológica y la Sociología del Consumo. Fue director de las secciones de Teoría Sociológica (1989-1990) y de Organizaciones y ocupaciones (1980-1981) de la Asociación Americana de Sociología. El profesor Ritzer ha sido nombrado Profesor Distinguido de la Universidad de Maryland y ha recibido el galardón de Teaching Excellence. Ha ocupado la cátedra de Teoría Social de la Unesco en la Academia Rusa de las Ciencias y ha disfrutado de una beca Fulbright-Hays. Fue profesor visitante en el Instituto Holandés de Estudios Avanzados y en el Colegio Sueco de Estudios Avanzados en Ciencias Sociales.
Los principales intereses teóricos del doctor Ritzer son la metateoría y la teoría social aplicada.

## Ideas principales
Aunque conocido como sociólogo, Ritzer nunca obtuvo un título en sociología; Fue entrenado en psicología y negocios. Como dijo Ritzer en una entrevista posterior, "básicamente me entrené como teórico social, y por eso tuve que aprender todo a medida que iba". A pesar de este desafío,  encontró que no ser entrenado en teoría social era realmente ventajoso para él, simplemente porque su razonamiento no se limitó a una perspectiva teórica particular. 

### McDonaldización
En el libro La McDonaldización de la sociedad (1993), Ritzer describe el proceso de asunción por la sociedad de las características de un restaurante de comida rápida.
La McDonaldización es una renovación del concepto de racionalidad. De hecho, se observa un dislocamiento de aquello que es tradicional para otros modos de pensar llamados racionales y de la administración científica. Allí donde Max Weber referenciara al modelo de burocracia para representar la orientación de esa sociedad en transformación, Ritzer ve a la comida rápida como volverse al paradigma de la representación contemporánea.
Ritzer destacó cuatro componentes fundamentales de la McDonaldización:
- Eficiencia: emplear el método más eficaz y directo para cumplir una tarea.
- Cuantificación: emplear los recursos exactos para lograr la meta (en este caso una cantidad de comida concreta, expresada en el grosor de las patatas o los gramos de carne).
- Previsibilidad: los servicios deben ser patrocinados, normalizados.
- Control: los empleados deben ser patrocinados, normalizados y, donde sea posible, sustituidos por tecnologías no humanas.[3]

Con esos cuatro procesos, esa estrategia aparentemente razonable, según ese punto de vista, puede alcanzar resultados nocivos o irracionales.

### Consumo
Un admirador temprano de la sociedad del consumidor de Jean Baudrillard (1970), Ritzer es un defensor principal del estudio del consumo. Además de La McDonaldización de la sociedad, las fuentes más importantes de la sociología del consumo de Ritzer son sus Sociology of Consumption: Fast Food Restaurants, Credit Cards and Casinos (2001), Enchanting a Disenchanted World: Revolutionizing the Means of Consumption y Expressing America: A Critique of the Global Credit-Card Society (1995). Ritzer es también editor fundador, con Don Slater, del Sage's Journal of Consumer Culture.

### Prosumo
Acuñado por Alvin Toffler en 1980, el término prosumo es utilizado por  Ritzer y Jurgenson, para romper la falsa dicotomía entre producción y consumo, y describir la doble identidad de las actividades económicas. Ritzer sostiene que el prosumo es la forma primordial de las actividades económicas y la actual separación ideal entre ambos términos es distorsionada, debido al efecto que tuvieron tanto en la revolución industrial como en el auge del consumo estadounidense posterior a la Segunda Guerra Mundial. 
Sólo recientemente  se ha reconocido popularmente la existencia de prosumo. Las actividades en Internet y la web 2.0 generan una idea de prosumidor. Varias actividades en línea requieren la entrada de los consumidores como las entradas de Wikipedia, perfiles de Facebook, Twitter, Blog, MySpace, preferencias de Amazon, subastas de eBay, Second Life, etc. Ritzer sostiene que debemos ver todas las actividades económicas en un continuo de prosumo como producción y prosumo como consumo.

### Globalización
En la investigación de Ritzer, la globalización se refiere al rápido aumento de la integración mundial y la interdependencia de las sociedades y las culturas . En su libro La globalización de la nada (2004), presenta un sofisticado argumento sobre la naturaleza de la globalización en términos de consumo de bienes y servicios. Él lo define como implicando una difusión mundial de prácticas, relaciones y formas de organización social y el crecimiento de la conciencia global. El concepto de "algo" versus "nada" juega un papel importante en la comprensión de la globalización de Ritzer. La sociedad está siendo bombardeada con "nada" y Ritzer parece creer que la globalización de la "nada" es casi imparable.
Ritzer plantea una perspectiva provocativa en el continuo y voluminoso discurso de la globalización. Para Ritzer, la globalización suele conducir al consumo de vastas cantidades de formas sociales en serie que han sido concebidas y controladas centralmente. Para entender mejor la globalización, puede desglosarse en algunas características:
- El comienzo de la comunicación global a través de diferentes medios como la televisión y la Internet.
- La formación de una "conciencia global".[6]

Además de La Globalización de la Nada, Ritzer ha editado The Blackwell Companion to Globalization (2007), escrito Globalization: A Basic Text (2009), y editado una Enciclopedia of Globalization (2012).

## Obras
Entre sus principales obras sobre la aplicación de la teoría social destacan:
- Toward an Integrated Sociological Paradigm (1981)
- Metatheorizing in Sociology (1991)
- Metatheorizing (1992)
- The McDonalization of Society (Pine Forges Press, 1993, 1996),
- Expressing America: A critique of the Global Credit Card Society (Pine Forges Press, 1995),
- The McDonalization Thesis (Sage, 1998)
- Enchanting a Disenchanted World: Revolutionizing the Means of Consumption (Pine Forges Press, 1999).
- Explorations in Social Theory: From Metatheorizing to Rationalization (2001)
- Encyclopedia of Sociology (2007)
- The Blackwell Companion to Globalization (2007)
- Globalization: A Basic Text (2009)
- Encyclopedia of Globalization (2012)

En español:
- La McDonaldización de la sociedad (2006)
- La globalización de la nada (2006)